# Нове Ліпкі
Нове Ліпкі (пол. Nowe Lipki) — село в Польщі, у гміні Сточек Венґровського повіту Мазовецького воєводства.
Населення — 72 особи (2011).
У 1975-1998 роках село належало до Седлецького воєводства.

## Демографія
Демографічна структура станом на 31 березня 2011 року:
|          | Загалом | Допрацездатний вік | Працездатний вік | Постпрацездатний вік |
| -------- | ------- | ------------------ | ---------------- | -------------------- |
| Чоловіки | 36      | 4                  | 25               | 7                    |
| Жінки    | 36      | 2                  | 16               | 18                   |
| Разом    | 72      | 6                  | 41               | 25                   |